# عصر حجر (بازی ویدئویی ۱۹۹۳)
«عصر حجر» (انگلیسی: The Flintstones) یک بازی ویدئویی در سبک سکوبازی است که توسط Taito Corporation و در سال ۱۹۹۳ و در پلت‌فرم سگا مگا درایو منتشر شده‌است.